# Leopoldina Bălănuță
Leopoldina Bălănuță (n. 10 decembrie 1934, Hăulișca, România – d. 14 octombrie 1998, București, România) a fost o actriță română de film, radio, televiziune, scenă și voce. A fost căsătorită din 1977 cu actorul Mitică Popescu.

## Biografie
Își începe studiile în Focșani mai întâi la Școala de Fete nr. 4 și ulterior la Liceul de Fete „Alexandru Ioan Cuza”. În 1950 se pregătește singură pentru admiterea la Teatru și la Cinematografie, însă eșuează. În 1953 este admisă la Institutul de Artă Teatrală și Cinematografică (IATC) din București, la clasa Mariettei Sadova și a lui Marcel Anghelescu, asistenți Ion Lucian și Natalia Arsene, alături de Florin Piersic, Ica Matache, Cosma Brașoveanu, Jean Teodorescu, Dumitru Furdui, Ioana Bulcă, Lucia Mara. A absolvit Institutul în 1957 cu rolul lui Aase, văduva tragică, din piesa „Peer Gynt”, de Henrik Ibsen. A debutat scenic la București, în 1959, cu rolul Velea din piesa Prima întâlnire de Tatiana Sîtina, în regia lui Ion Cojar iar în cinematografie debutează în 1962 în filmul Pisica de mare, în regia lui Gheorghe Turcu. Ultimul ei rol a fost cel din O batistă în Dunăre, de D.R. Popescu, la Teatrul Național, montat de același regizor.
A avut roluri memorabile în Vassa Jeleznova și Mama de Maxim Gorki, Anna Karenina, de Lev Tolstoi, Medeea de Euripide, Martin Eden de Jack London, Noaptea Iguanei de Tennessee Williams, Oameni sărmani de Feodor Dostoievski, Livada cu vișini de Anton Pavlovici Cehov, Doi pe un balansoar de William Gibson și, în special, în piesele lui Dumitru Radu Popescu, Ca frunza dudului în rai și O batistă în Dunăre (alături de Mariana Mihuț și Ileana Stana Ionescu).

### Cinematografie
A fost distribuită și în filme, mai ales în roluri cu încărcătură dramatică, Nunta de piatră (1972), Dincolo de pod (1975), Blestemul pămîntului – Blestemul iubirii (1980), Clipa (1979), Bietul Ioanide (1979), Năpasta (1982), etc.

### Televiziune
Leopoldina Bălănuță a avut și o colaborare de succes cu televiziunea. Gaițele (1993), Strigoii (1992), Trandafirul și coroana, Conu' Leonida față cu reacțiunea (1985), Moartea unui comis voiajor (1977), Idolul și Ion Anapoda (1991) sunt doar câteva din piesele în care a apărut la Televiziune.

### Teatru
Deși a fost considerată o actriță dramatică, Leopoldina Bălănuță a avut și roluri memorabile de comedie. Sceneta TV Care de dame de G. H. Brăescu , realizată în 1980 (unde actrița joacă 4 personaje) este considerată unul din momentele de referință din istoria divertismentului TV românesc.
Leopoldina Bălănuță a fost una din cele mai importante actrițe care a practicat spectacolul de poezie și care s-a preocupat intens de acest lucru. Continuatoare a recitativului dramatic creat de școlile lui Constantin Nottara și Gheorghe Storin, Leopoldina Bălănuță a dat un regal de muzică și poezie, împreună cu Narcisa Suciu, în spectacolul O întâmplare a ființei din 27 ianuarie 1998, pe versuri de Ana Blandiana, Ștefan Augustin Doinaș, Magda Isanos, Nicolae Labiș și Nichita Stănescu. „Eu plec cu viața mea în teatru; teatrul vine cu viața lui în viața mea. Mă gândeam câtă dreptate a avut sărmanul Tarkovski, care spunea, în ultimele zile ale existenței lui: «Doamne, am obosit așteptându-te!» […] totdeauna arta mi-a apărut ca o ștafetă a Dumnezeirii”.

## Viață artistică

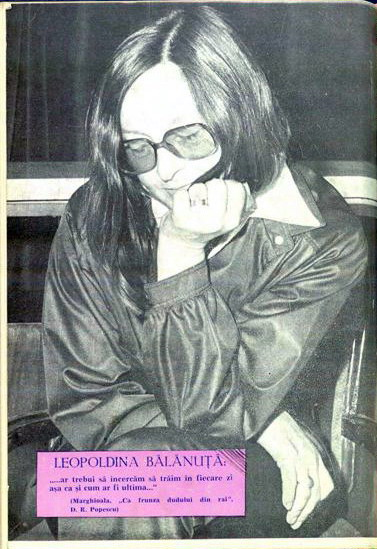
Leopoldina Bălănuță

A terminat studiile de arta actorului odată cu deschiderea sălii Casandra, acest studio al celui mai tânăr actor, unde au debutat cei mai mulți interpreți ai țării, toți cei care au studiat la prima școală de teatru și film, Universitatea Națională de Artă Teatrală și Cinematografică „Ion Luca Caragiale” din București de astăzi, fostul Institut de Artă Teatrală și Cinematografică „I.L. Caragiale”. A jucat în spectacolul Peer Gynt, de Henrik Ibsen, în regia lui Dinu Cernescu, pe Aase, mama eroului principal, alături de Florin Piersic, devenit și el o legendă în rolul ibsenian, din 1957. Au urmat câteva personaje pe scena celuilalt studio al experimentelor (Teatrul din Piatra Neamț), după care marile succese din București, de la Teatrul Mic.
Rolurile sale au fost nenumărate și în toate a venit cu vocea ei caldă, melodioasă, cu adâncul ei cult pentru adevăr, fiecare replică constituindu-se într-o pledoarie pentru justiție și demnitatea omului. Poate de aceea se consideră absolut paradigmatic pentru talentul și personalitatea ei, Antigona din tragedia omonimă a lui Sofocle. Antigona, sub bagheta regizorală a lui Ion Cojar era Bălănuță, dreaptă, mândră, neînfricată în fața dictatorului, gata să moară, dar să nu cedeze. A fost pur și simplu copleșitoare în acest rol, după cum a fost convingătoare, încărcată de nuanțe, cu o continuă autoironie și un emoționant tragicomic în eroina principală din Doi pe un balansoar de William Gibson. Alături de Victor Rebengiuc, Bălănuță a transformat această melodramă într-un zguduitor simbol al condiției tânărului de azi, al singurătății, al lipsei de comunicare, al nevoii de compasiune, dragoste, înțelegere. Această tragediană înnăscută, distribuită de Andrei Șerban, firesc, în Medeea, din Trilogia antică de la Teatrul Național din 1990.
A fost și o excelentă interpretă de comedie. Printre creațiile comice trebuie menționate Femeia cu coșul cu ouă din muzicalul montat de Cătălina Buzoianu, la Teatrul Mic, după Nu sunt Turnul Eiffel de Ecaterina Oproiu, dar, mai ales Elisabeta din Elisabeta din întâmplare o femeie de Dario Fo, tot la Teatrul Mic. Cele două dimensiuni ale acestui extraordinar talent care a fost Bălănuță s-au asociat, desăvârșit, în Liubov Andreevna, din Livada de vișini, în regia lui Andrei Șerban, tot pe scena Naționalului bucureștean. La fel de sclipitoare și profundă este și atunci când interpretează diferite personaje din dramaturgia românească, mai ales din cea a lui D.R. Popescu. Astfel, la Teatrul Mic joacă în piesa Ca frunza dudului, iar la Teatrul Național în O batistă pe Dunăre.

### Recitatoare
Leopoldina Bălănuță a fost și o remarcabilă recitatoare. În concepția ei, actorul este glasul dramaturgului, dar și al poetului. Mai ales al poetului care nu-l obligă să devină personaj, nu-l supune la metamorfoze, ci îl lasă să fie el însuși, cu sensibilitatea și sentimentele sale, punând în lumină sensurile ascunse ale creației poetice. Leopoldina Bălănuță a iubit poezia bună și a dat numeroase recitaluri. Nicicând, versurile lui Nichita Stănescu, de exemplu, nu au fost mai limpezi și mai bine descifrate decât în rostirea ei. L-a iubit la fel de mult pe Eminescu, dar a fost aproape, foarte aproape, îndeosebi de poeții contemporani care pledează pentru frumos și adevăr. Referințe artistice despre ea se găsesc în volumul Actorul în cântarea personajului (Ed. Meridiane, București, 1981) al lui Andrei Băleanu și Doina Dragnea, precum și în medalionul „Leopoldina Bălănuță” al Magdalenei Boiangiu, publicat în revista Scena nr. 6/1998.

### Viață personală
Leopoldina Bălănuță a fost fată de preot militar din Garnizoana Focșani. În 1977 s-a căsătorit cu actorul Mitică Popescu.

## Distincții
- Ordinul Meritul Cultural clasa a IV-a (6 noiembrie 1967) „pentru merite deosebite în domeniul artei dramatice”[8]

## Filmografie
- Dacii (1967) — dublaj de voce Meda
- Subteranul (1967) — Irina Jelescu
- Nunta de piatră (1973) - Fefeleaga
- Tatăl risipitor (1974) — țăranca Constanța Oaie
- Dincolo de pod (1976) — negustoreasa Mara
- Clipa (1979) — Maria Nobilu
- Blestemul pămîntului – Blestemul iubirii (1980) — Zenobia, mama lui Ion
- Bietul Ioanide (1980) — Elvira, soția lui Ioanide
- Semnul șarpelui (1982) — Ecaterina Handrabur
- Înghițitorul de săbii (1982) — femeia în negru pe care o visează Gherlaș
- Năpasta (1982) — femeie cu prunc
- Punct... și de la capăt (1987) — mama lui Lazăr
- Umbrele soarelui (1988) — Maria
- Rămînerea (1991) — Coca Jeni, bătrâna nebună care-și așteaptă fiica în Halta Rămînerea
- Balanța (1992)
- Ultima gară (1998)

- Gaițele (1993) - TV
- Chira Chiralina (1993)
- Trandafirul și coroana (TV) / (1991)
- Conu Leonida față cu reacțiunea (TV) / (1985) - Efimița
- Scopul și mijloacele (1983)
- Mult mai de preț e iubirea (1982)
- Pe firul apei (1978)
- Moartea unui comis-voiajor (TV) / (1977) - Linda Loman
- Oameni sărmani (1969) - Varvara Alekseyevna
- Tristan (TV) / (1966) - Gabriela Kloterjanh
- Pisica de mare (1963)

## Teatru

### Teatrul Național Radiofonic
- Acești nebuni fățarnici, regia Corneliu Dalu, premieră la Teatrul Național Radiofonic[9];
- Anatema, regia Leonard Popovici, premieră la Teatrul Național Radiofonic[9];
- Anna Karenina, premieră la Teatrul Național Radiofonic[9];
- Contingentul de fier, regia Titel Constantinescu[10]
- Cuibul de piatră, premieră la Teatrul Național Radiofonic;
- Deliana, premieră la Teatrul Național Radiofonic[9];
- Marele fluviu își adună apele, de Dan Tărchilă[9];
- Martin Eden, regia Constantin Dinischiotu, premieră la Teatrul Național Radiofonic[9];
- Medeea, premieră la Teatrul Național Radiofonic;
- Miorița, regia Constantin Dinischiotu, premieră la Teatrul Național Radiofonic[9];
- Muntele, regia Eugen Mandric[9];
- Noaptea iguanei, regia Leonard Popovici, la Teatrul Național Radiofonic[9];
- O zi mai lungă decât veacul, regia Titel Constantinescu, premieră la Teatrul Național Radiofonic[10];
- Oamenii cavernelor, regia Cristian Munteanu, premieră la Teatrul Național Radiofonic[9];
- Pană Lesnea Rusalim, premieră la Teatrul Național Radiofonic;
- Păsările tinereții noastre, regia Dan Puican[9];
- Povestea brățării de gleznă, premieră la Teatrul Național Radiofonic;
- Prometeu, regia Cristian Munteanu[9];
- Săptămâna luminată, premieră la Teatrul Național Radiofonic;
- Sechestrații din Altona, regia Elena Negreanu, premieră la Teatrul Național Radiofonic[10];
- Straniul interludiu, regia Dan Nasta, premieră la Teatrul Național Radiofonic[9];
- Trei mistere, premieră la Teatrul Național Radiofonic;
- Tristan și Isolda, premieră la Teatrul Național Radiofonic;
- Vassa Jeleznova, regia Cristian Munteanu, premieră la Teatrul Național Radiofonic[9];
- Vasul de lut, regia Constantin Dinischiotu[10]
- Viforul, regia Cristian Munteanu, premieră la Teatrul Național Radiofonic[9];
- Vremea faptelor, regia Cristian Munteanu[9];
- Zorile, regia Titel Constantinescu[9];

### Teatrul Național de Televiziune
- Idolul și Ion Anapoda, premieră la Teatrul Național de Televiziune;
- Mama, premieră la Teatrul Național de Televiziune;
- Matca, premieră la Teatrul Național de Televiziune; Irina
- Oameni sărmani, premieră la Teatrul Național de Televiziune;
- Trandafirul și coroana, premieră la Teatrul Național de Televiziune. Ca - Bertha Reed (văduvă băutoare, doamna Reed)
- Vlaicu Vodă, Teatrul Național de Televiziune; Doamna Clara[10]
- Medeea, Teatrul Național de Televiziune; Medeea[10]
- Jocul ielelor, Teatrul Național de Televiziune; Maria Sinești[10]
- Trei surori, Teatrul Național de Televiziune: Mașa[10]
- Doi pe un balansoar,Teatrul Național de Televiziune; Gittel[10]
- Torquato Tasso,  Teatrul Național de Televiziune[10]
- La porțile Severinului, Teatrul Național de Televiziune[10]
- Mama, Teatrul Național de Televiziune[10]